# تي في آر 450 سياك
تي في آر 450 سياك (بالإنجليزية: TVR 450 SEAC)‏ هي سيارة من تصنيع شركة تي في آر تم إنتاجها في سنة 1988.